# Onsjökyrkan
Onsjökyrkan är en kyrkobyggnad i stadsdelen Onsjö i Vänersborg. Den tillhör sedan 2010 Vänersborg och Väne-Ryrs församling (tidigare Vänersborgs församling) i Skara stift och den är även en samarbetskyrka mellan Evangeliska fosterlandsstiftelsen och Svenska kyrkan.

## Kyrkobyggnaden
En lokal för barn- och ungdomsverksamhet stod klar 1988. Den var ritad av Thorsten Skoglund och är byggd i gult tegel. Då behov uppstod av en stadsdelskyrka, utformade man samlingssalen i byggnaden som ett kyrkorum. Predikstol saknas och inredningen är lös. 
Klockstapeln är byggd i trä och har en klocka.

## Orgel
På golvet i norr står en mekanisk orgel tillverkad Walter Thür Orgelbyggen med sex stämmor fördelade på manual och pedal.

## Bilder

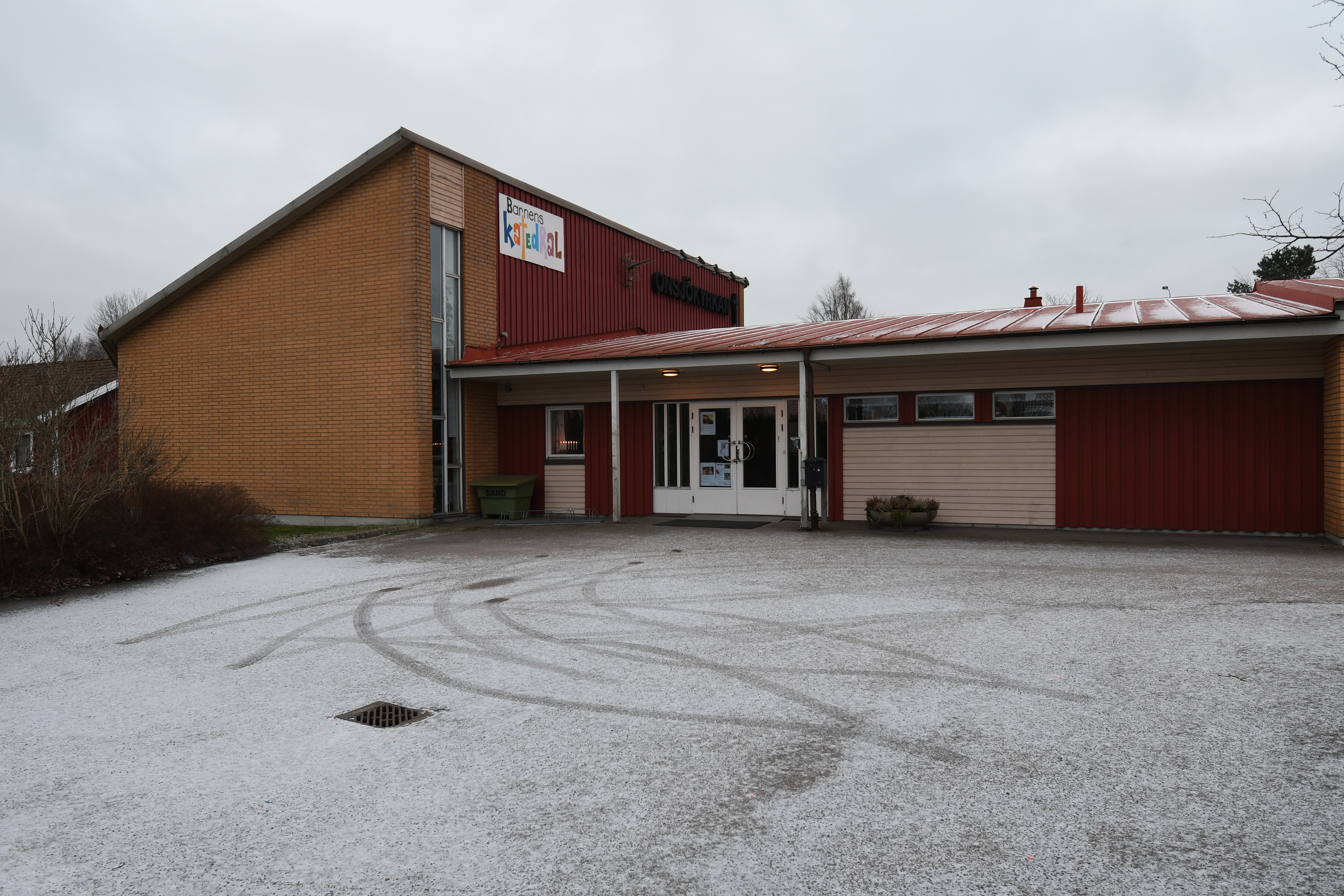
Barnens katedral.
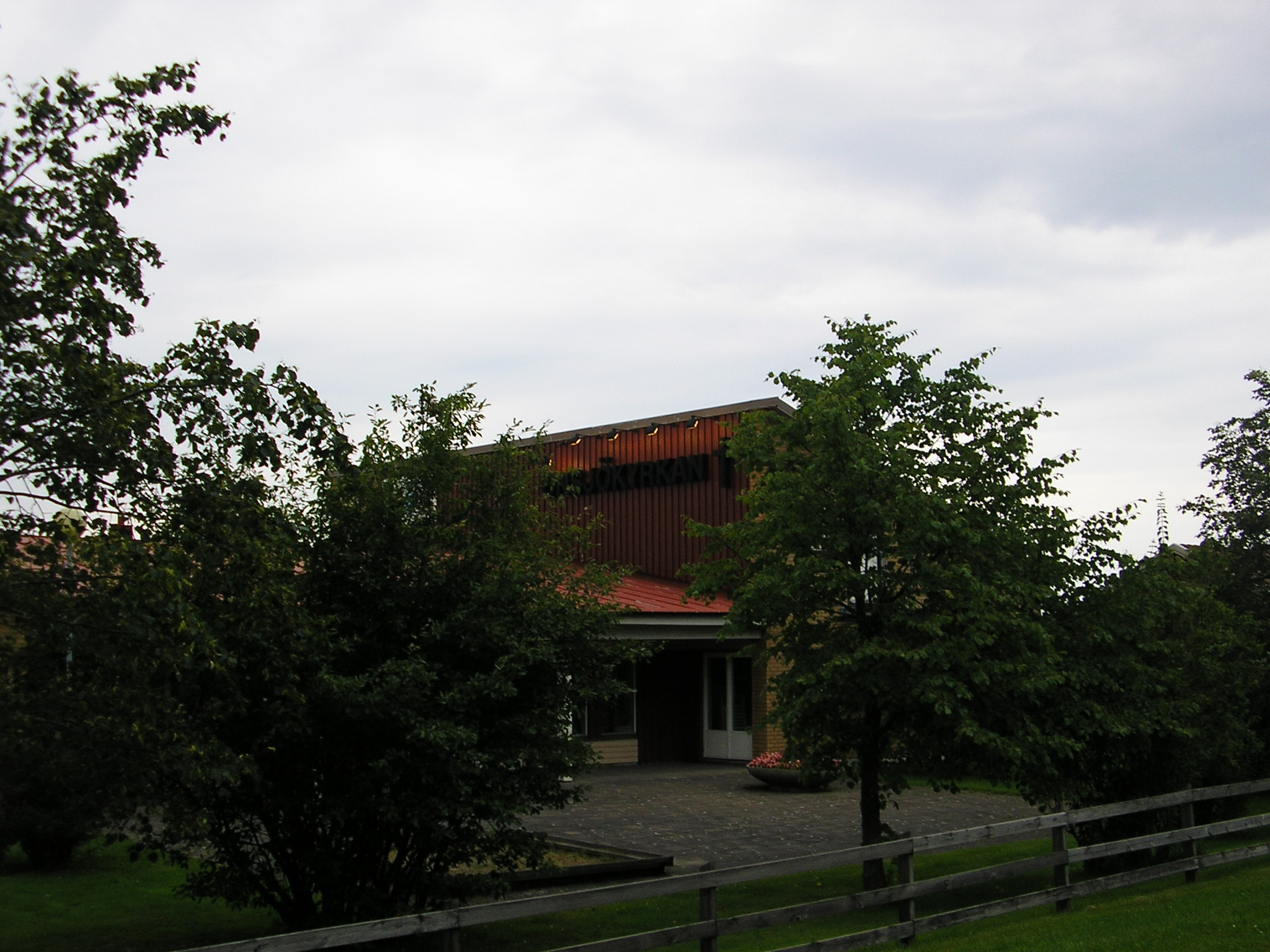
Kyrkan med trädgård.
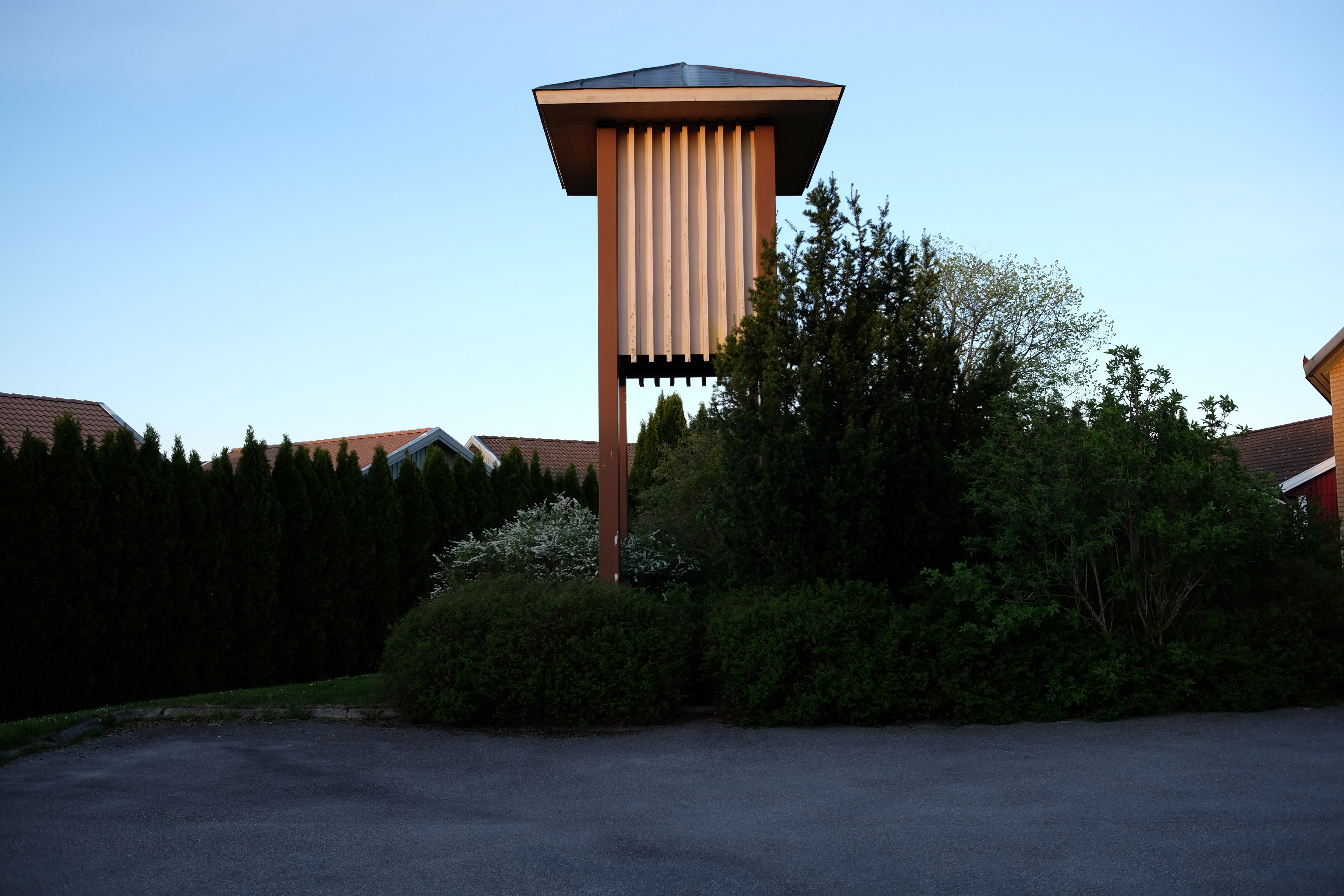
Klockstapeln.